# Mi destino eres tú
Mi destino eres tú (magyarul: Te vagy a végzetem) egy mexikói telenovella, amit a Televisa készített 2000-ben. A főszereplők Lucero és Jorge Salinas voltak, a gonosz szereplők Jaime Camil, Susana Zabaleta, Silvia Pasquel, Natalia Streignard, Lorena Herrera és Julio Alemán voltak. Magyarországon nem vetítették.

## Történet
Andrea San Vicente (Lucero) egy fiatal naprakész, modern és haladó szellemű ügyvédnő. Nagynénjével Zulemaval (Silvia Pasquel), nagybátyjával Anselmoval (Héctor Ortega) , húgával Ginaval (Sherlyn)  és unokatestvérével Magdaval (Andrea Torre) él együtt. Andrea szülei balesetben haltak meg, amit Zulema hitetett el unokahúgaival. Zulema ridegen bánik unokahúgaival, annak ellenére, hogy anyjuk helyett anyjuknak kellett lennie és mártírként folyton emlékezteti unokahúgait, hogy hálával kell tartozniuk felé.
Andrea - még ha nem is úgy akarta - de ő lett a család eltartója, hisz bácsikája cukorbetegsége miatt nem tud dolgozni. A fiatal nő megismeri Ramiro Galindot (Mauricio Islas) , akibe azonnal beleszeret. Olyan kapcsolatuk lesz amit számos akadály nehezít: különböző társadalmi helyzetük illetve Ramiro édesapja Samuel Galindo (Luis Bayardo) egy befolyásos vállalkozó, aki ellenzi a kapcsolatukat. A második akadály Ramiro exfelesége Sofía Devesa (Natalia Streignard), aki semmiképp sem akar lemondani volt férjéről.
Miután sikerül minden akadállyal megküzdeniük, Andrea és Ramiro összeházasodik. Ám a házasságot követő nap tragédia történt: Ramiro szívrohamban szeretkezés közben meghal Andrea mellett. Andrea megtörten a tanulmányaiba és a munkába menekül: ám rögtön két férfi is megjelenik az életében:  Eduardo Rivadeneira (Jorge Salinas) és Mauricio Rodríguez (Jaime Camil).
Mauricio Rodríguez mindig is gondtalan életet élt, akire egyedül apja, Augusto (Julio Alemán) van erős befolyással. Augusto egy befolyásos textilipari vállalkozó, aki fiát abban a szellemben nevelte fel, hogy a nők alsóbbrendűek. Augusto rendszeresen bántalmazza feleségét, Ampariot (María Sorté) , aki a lelki terror miatt alkoholistává vált.
Eduardo Rivadeneira egy házas ügyvéd, aki egyedül neveli lányát, Ximenat, mióta felesége, Emma (Susana Zabaleta) kómában fekszik egy baleset miatt. Andrea akkor ismeri meg Eduardo, amikor egy olyan ügyfelét védi, akit attól a cégtől bocsátottak el, ahol Eduardo is dolgozik. Andrea hamarosan rájön, hogy Eduardo élete szerelme, ám Emma magához tér és elhatározza, hogy eltávolítja Andreat, hogy Eduardoval levő házasságát ne tegye tönkre. Eközben Eduardo viszonyt folytat Sofíaval, Ramiro exfeleségével és Andrea pedig Mauricio oldalán keresi a boldoságot.

## Szereposztás
- Lucero - Andrea San Vicente Fernández / (vda.) de Galindo / de Rivadeneira
- Jorge Salinas - Eduardo Rivadeneira Del Encino
- Susana Zabaleta - Emma Pimentel de Rivadeneira
- Mauricio Islas - Ramiro Galindo Suárez
- Jaime Camil - Mauricio Rodríguez Calderón
- Silvia Pasquel - Zulema Fernández de Sánchez
- Julio Alemán  - Augusto Rodríguez Franco
- Natalia Streignard - Sofía Devesa Leyva
- Azela Robinson - Isaura Becker
- Cynthia Klitbo - Amara Trujillo
- Jorge Reynoso - Genaro Gil
- Jorge Muñiz - Padre Rodrigo
- Orlando Carrio  - Enrique San Vicente Ordóñez
- Patsy - Claudia
- Jacqueline Andere - Nuria Del Encino de Rivadeneira
- Jorge Vargas† - Héctor Valderrama
- Lorena Herrera - Olga Ramos Moret
- Magda Guzmán† - Nana Nina
- Carmelita González - Asunción Rivadeneira
- Jan - Fernando Rivadeneira Del Encino
- Miguel Ángel Biaggio - César Becker /César Rodríguez Becker
- Luis Bayardo - Samuel Galindo Betancourt
- Raymundo Capetillo - Sergio Rivadeneira
- Silvia Mariscal - María Suárez de Galindo
- Héctor Ortega - Anselmo Sánchez Pérez
- Ana María Aguirre - Teresa "Tere" Del Alba de Legorreta
- Guillermo Aguilar - Gaspar Linares Saval
- Anthony Álvarez - Luis
- Raúl Buenfil - Héctor
- Amparo Arozamena  - Chonita
- Silvia Eugenia Derbez - Juliana Rodríguez Calderón
- Miguel Galván - Evaristo Reyes Hernández
- Mariana Karr - Irene
- Lucero León - Elena Pimentel
- Sheyla Tadeo - Celia López Hernández
- Sherlyn - Georgina "Gina" San Vicente Fernández
- Abraham Stavans - Francisco Canseco
- Andrea Torre - Magdalena "Magda" Sánchez Fernández
- Andrea Lagunes - Ximena Rivadeneira Pimentel
- Cosme Alberto - Juan "Juancho" Reyes Solís
- Joaquín Cordero  - Ignacio Rivadeneira Orendáin
- María Sorté - Amparo Calderón de Rodríguez
- Gabrielle Báez - Diana Solís de Reyes
- Raúl Castellanos - Alfredo Ramírez Ortiz
- Gabriel de Cervantes - Marco Ramírez Ortiz
- Fernanda Chabat - Viviana "Vivi" Legorreta Del Alba
- Sara Monar - Paquita
- María Dolores Oliva - Margarita
- Alejandra Ortega - Laura
- Susy-Lu Peña - Guadalupe "Lupita" Reyes Solís
- Andrés Puente Jr. - Ricardo Reyes Solís
- Jessica Salazar - Lourdes "Lulú"
- Gabriel Soto - Nicolás
- Dalilah Polanco - Noemí
- Sergio Zaldívar - Daniel Salazar
- Fernanda Ruidos - Sonia Arizmendi
- Francisco Avendaño - Gustavo Becker
- Vicente Herrera - Zúñiga nyomozó
- Ernesto Bog - Montaño felügyelő
- Jerry Rivera - Önmaga
- Jon Secada - Önmaga
- Michelle Ramaglia - Invitada a la boda
- Elizabeth Álvarez
- Rudy Casanova
- Ana María Jacobo
- Víctor Lozada
- Eduardo Lugo
- Miguel Ángel Cardiel
- Amanda Guadalupe
- Buqui Gutiérrez
- Liz Palafox
- Juan Alfonso Baptista

## Érdekességek
- María Sorté és Cynthia Klitbo korábban együtt szerepelt a Titkok és szerelmekben.
- Azela Robinson és Magda Guzmán korábban együtt szerepelt a Paula és Paulinaban.
- Lucero, Julio Aleman és Jacqueline Andere később együtt szerepelt  a Riválisokban.
- Lucero és Sherlyn később együtt szerepelt az Alboradaban.
- Mauricio Islas és Azela Robinson, később együtt szerepeltek Az Ősforrásban, aminek producere szintén Carla Estrada volt.
- Mauricio Islas és Julio Aleman később együtt szerepelt a Tiszta szívvelben,  aminek producere szintén Carla Estrada volt.
- A sorozat nem váltotta be a hozzá fűzött reményeket: Mexikóban nézettségi bukás lett a sorozat, számos kritikával illeték a sorozatot, amiért túl erőltetett volt a története. Ráadásul Carla Estrada producernő és Susana Zabaleta színésznő nem jöttek ki jól egymással a forgatások alatt.[3]

## Díjak és jelölések

### TVyNovelas-díj2001
| Kategória                      | Személy         | Eredmény |
| ------------------------------ | --------------- | -------- |
| Legjobb női főszereplő         | Lucero          | Nyertes  |
| Legfőbb férfi főszereplő       | Jorge Salinas   | Jelölés  |
| Legjobb női gonosz             | Susana Zabaleta | Jelölés  |
| Legjobb új felfedezett színész | Jaime Camil     | Jelölés  |